# Randy Gazzola
Randal John Gazzola (Thorold, 13 settembre 1993) è un hockeista su ghiaccio canadese naturalizzato italiano, milita come difensore nei Vienna Capitals, squadra della ICE Hockey League, e nella Nazionale italiana.

## Carriera

### Nazionale
In possesso del passaporto italiano e maturate due stagioni consecutive in una squadra di club italiana, necessarie per vestire la maglia azzurra, Gazzola ricevette la prima convocazione con il Blue Team il 25 ottobre 2023, in occasione del Tamás Sárközy Memorial Tournament disputatosi a Budapest il successivo mese di novembre. L'esordio avvenne il 9 novembre nel match inaugurale vinto 1-0 contro la Slovenia.

## Palmarès

### Club
- Supercoppa italiana: 2

Renon: 2019
Asiago: 2022
- ECHL Kelly Cup: 1

Fort Wayne Komets: 2020-2021

### Giovanili
- Quebec Major Junior Hockey League: 1

Val-d'Or Foreurs: 2013-2014
- Canadian Interuniversity Sport University Cup: 1

University of New Brunswick: 2015-2016
- USports University Cup: 2

University of New Brunswick: 2016-2017, 2018-2019
- USports (Atlantic University Sport): 2

University of New Brunswick: 2017-2018, 2018-2019

### Individuale
- QMJHL First All-Star Team: 1

2013-2014
- CIS (AUS) All-Rookie Team: 1

2014-2015
- CIS (AUS) Rookie of the Year (A.J. MacAdam Trophy): 1

2014-2015
- CIS (AUS) Second All-Star Team: 1

2014-2015
- CIS All-Rookie Team: 1

2014-2015
- USports (AUS) Most Sportsmanlike Player (Don Wells Trophy): 1

2017-2018
- USports (AUS) Outstanding Student-Athlete (Godfrey Award): 2

2017-2018, 2018-2019
- USports (AUS) Second All-Star Team: 1

2017-2018
- USports (AUS) Most Sportsmanlike Player (R.W. Pugh Award): 1

2017-2018
- USports Outstanding Student-Athlete (Dr. Randy Gregg Award): 1

2018-2019
- ECHL Second All-Star Team: 1

2021-2022
- Maggior numero di punti per un difensore della ICE Hockey League: 1

2022-2023 (45 punti)